# Mira Banjac
Mira Banjac (en cyrillique Мира Бањац), née le 4 novembre 1929 à Erdevik, est une actrice serbe.

## Filmographie

### Actrice

#### Cinéma
- 1968 : Pusti snovi : Zorica Bozovic
- 1969 : Silom otac : Persa Micic
- 1973 : Paja i Jare : Strina Cana
- 1973 : Zuta : Etudiantkinja
- 1975 : Hitler iz naseg sokaka : Zaretova zena
- 1975 : Kicma
- 1976 : Beach Guard in Winter (Cuvar plaze u zimskom periodu) : Milenija Pasanovic - Draganova majka
- 1977 : Ne naginji se van : Mileva
- 1979 : Radio Vihor zove Andjeliju
- 1979 : Srecna porodica : Inspektor
- 1980 : Maîtres, maîtres (Majstori, majstori!) de Goran Marković : Ljiljana
- 1981 : Lov u mutnom : Nata
- 1981 : Sesta brzina de Zdravko Šotra : Saveta Govedarevic
- 1981 : Siroko je lisce : Jovanka
- 1981 : Te souviens-tu de Dolly Bell ? d'Emir Kusturica : Majka
- 1983 : Covek sa cetiri noge : Sekretarica u preduzecu
- 1983 : Veliki transport : Jela
- 1984 : Balkanski spijun : Danica Cvorovic
- 1984 : Lazar
- 1984 : Opasni trag : Milina majka
- 1984 : Varljivo leto '68 de Goran Paskaljević : Petrova majka
- 1985 : Jagode u grlu : Svastika Ruza
- 1986 : Lepota poroka : Milada
- 1987 : Zivot radnika : Zilha Sokolovic
- 1988 : Jednog lepog dana : Keva
- 1988 : Za sada bez dobrog naslova
- 1990 : Pocetni udarac : Dankova majka
- 1990 : Poslednji valcer u Sarajevu : Frau Frice
- 1990 : Sveto mesto : Gospodarica Zupanski
- 1994 : Dnevnik uvreda 1993 de Zdravko Šotra
- 1994 : Vukovar, jedna prica : Milka
- 1996 : Joli village, jolie flamme de Srđan Dragojević : Veljina majka
- 1997 : Do koske : Sladoledzika
- 1998 : Baril de poudre de Goran Paskaljević : The Bosnian Serb Mother
- 1999 : Noz : Nana Hikmeta
- 2001 : Ona voli Zvezdu : Baba Mara
- 2001 : Seljaci : Draginja
- 2001 : Sve je za ljude : Draginja
- 2005 : Potera za Srec(k)om : Baba sa cegerom
- 2006 : Optimisti de Goran Paskaljević : Baba kockarka
- 2007 : Promeni me de Dragan Nikolić : Malobabicka
- 2009 : Medeni mesec de Goran Paskaljević : Stana
- 2010 : Beli, beli svet : Baba
- 2010 : Kao rani mraz : Skeledzija
- 2010 : Sedamdeset i dva dana : Baba Nedja / Nova Baba
- 2011 : Beli lavovi : Bakica
- 2012 : La Partition inachevée : Ana Brankov
- 2013 : Mamaros : Mara
- 2014 : Atomski zdesna : Jelisaveta
- 2014 : Takva su pravila : Starica
- 2014 : Top je bio vreo : Sena
- 2015 : Soleil de plomb de Dalibor Matanić : Ivanova baba
- 2016 : Stado : Brljina udovica
- 2017 : Biser Bojane : Emilija
- 2017 : Rekvijem za gospodju J : Desanka (en tant que Mirjana Mira Banjac)

#### Courts métrages
- 1989 : Usamljena ruza
- 1997 : Moja domovina
- 2012 : Zima
- 2016 : Baka

#### Télévision

##### Séries télévisées
- 1967 : Probisvet
- 1970 : Rodjaci : Anka
- 1971 : Diplomci : Budina ujna
- 1971 : S vanglom u svet
- 1972 : Glumac je, glumac
- 1972 : Selo bez seljaka
- 1973 : Kamiondzije : Strina Cana
- 1973 : Nase priredbe : Karolina Horvat
- 1973 : Obraz uz obraz : Mira
- 1974 : Divlje godine : Kata
- 1974 : Pozoriste u kuci : Zorka Jorgandzijevic
- 1975 : Pesma
- 1977 : Marija : Marija
- 1978 : Jedini dan
- 1978-1979 : Sedam plus sedam : Mira
- 1979 : Srecna porodica
- 1980 : Vruc vetar : Firgina verenica Mara
- 1981 : Baza na Dunavu : Saveta Brdar
- 1982 : Doktorka na selu
- 1982 : Price iz radionice : Saveta Govedarevic
- 1983 : Imenjaci
- 1984 : Kamiondzije 2 : Inspektorka
- 1984 : Mes amours de 68 (Varljivo leto '68) : Petrova majka
- 1988 : Roman o Londonu
- 1989 : Balkan ekspres 2 : Mira Baba
- 1989 : Djekna jos nije umrla, a ka' ce ne znamo : Perka
- 1989 : Dome, slatki dome : Cica
- 1989 : Drugarica ministarka
- 1989-1990 : Specijalna redakcija : Branislava Kukic
- 1989-1993 : Metla bez drske : Tetka Desa / Komsinica Nasta iz proslosti
- 1991 : Memoari porodice Milic : Baka
- 1991 : Zaboravljeni : Dankova majka
- 1994 : Goli zivot : Mira
- 1995 : Oridjinali
- 1996-1997 : Gore dole : Kucna pomocnica Kaja
- 1999-2002 : Porodicno blago : Roska Gazikalovic
- 2002-2003 : Kazneni prostor : Anina baba
- 2003 : Lisice : Kleptomanka
- 2004-2005 : Stizu dolari : Udovica Scepana Jovovica
- 2006 : Ljubav, navika, panika : Milka
- 2006 : M(j)esoviti brak : Tetka Anana
- 2006-2009 : Seljaci : Draginja
- 2007-2008 : Vratice se rode : Ruzica Sindjelic
- 2007-2012 : Bela ladja : Roska Gazikalovic
- 2010 : Sesto culo : Pasiceva majka
- 2012 : Vojna akademija : Lelina baka
- 2014-2015 : Jagodici : Milunka
- 2016 : Sindjelici : Jagoda Svircev
- 2016 : Vere i zavere : Nadezda Nestorovic
- 2017 : Psi laju, vetar nosi : Baka Nana

##### Téléfilms
- 1964 : Boj na Kosovu
- 1967 : Dzandrljivi muz : Maga
- 1971 : Sladak zivot na srpski nacin
- 1972 : Jedan ujak Hojan : Majka
- 1972 : Ne gazite muskatle
- 1973 : Becarski divani
- 1973 : Crvena basta
- 1973 : Slanici : Kokica
- 1973 : Zute fesvice : Rada ... mlada
- 1974 : Prosek : Jeja
- 1974 : Vlast : Mica
- 1975 : Soba sa pet zidova : Stanka ... zena Radetova
- 1976 : Kuhinja : Anne ... kuvarica
- 1976 : Nina-nana za Pavlicu
- 1976 : Zvezdana prasina : Kaca
- 1977 : Kako upokojiti vampira : Marija ... sluzavka
- 1977 : Taksist
- 1978 : Najlepse godine
- 1978 : Sva cuda sveta
- 1980 : Interesi : Leposavina majka
- 1980 : Samo za dvoje : Miloradova koleginica iz kancelarije
- 1981 : I nama je samo jedan dud preost'o
- 1981 : Tuga : Svercerka
- 1983 : Korespondencija : Milica Njegovan, Hadzijina zena
- 1983 : Ostrica brijaca
- 1985 : Ekran snezi
- 1986 : Medved 007
- 1986 : Svecana obaveza : Saveta
- 1987 : Haustorce
- 1987 : Milan - Dar : Gospodja Leposava Sajkaski ... udovica
- 1987 : Pod rusevinama
- 1988 : Mlada sila
- 1989 : Covjek koji je znao gdje je sjever a gdje jug : Joka Cokorilo
- 1989 : Cudo u Sarganu : Ikonija
- 1989 : Divlji svetac : Mikina majka
- 1989 : Gospodja ministarka : Tetka Daca
- 1989 : Svet : Gospodja Tomic
- 1989 : Sveti Georgije ubiva azdahu : Tetka Slavka
- 1990 : Gala korisnica: Atelje 212 kroz vekove
- 1991 : Kuca za rusenje : Svekrva ... Jelenina
- 1991 : Srpski rulet
- 1993 : Raj
- 1993 : Ruski car : Natalija Simeunovic
- 1996 : Ivan
- 2000 : Mili i slatki, moj Djokice : Marija
- 2001 : Lola : Slavka
- 2002 : Tridesetdva kvadrata : Draginja

### Scénariste

#### Court métrage
- 1967 : Laku noc Snjuka

## Distinctions
En 1986, Mira Banjac a remporté la Statuette de Joakim Vujić décernée par le Knjaževsko-srpski teatar de Kragujevac.